# 阮氏玉瑜
福祿公主阮氏玉瑜（越南语：／，1762年—1820年），阮朝追尊興祖孝康皇帝阮福㫻次女，嘉隆帝（阮福映）異母妹妹。
阮氏玉瑜生母為慈妃阮氏珄，嫁掌後軍武性。嘉隆年間，嘉隆帝為阮氏玉瑜在春和社建造府邸居住，到明命元年（1820年）去世，虛歲五十九。明命帝追諡柔嘉太長公主（越南语：／），明命十年（1829年）增封號福祿，有子輕車都尉武慶和兩個女兒。